# Hadrien Robin
Pour les articles homonymes, voir Robin.
Hadrien Robin (1591-1666), prototype tourangeau des grandes familles de financiers, fut l’un des plus importants financiers du XVIe siècle et fit partie de ceux qu’on appelait « ces messieurs des Gabelles ».

## Présentation biographique
Avec son ami Claude Chatelain  et son parent Thomas Bonneau, il exerça un véritable monopole financier entre 1630 et 1660, participa largement à l’effort de guerre pendant la guerre d’Espagne –dite guerre de Trente ans- jusqu’à la signature du traité des Pyrénées en 1659 et sut aussi rejoindre à temps Mazarin et le pouvoir royal pendant La Fronde.
Comme investisseur, il intervint en particulier dans les Fermes générales, participant aux Grandes Gabelles entre 1632 et 1663 et au Convoi de Bordeaux  entre 1641 et 1652. De même, son autre tante Catherine Robin épousa un Charles Quentin qui n'est autre que le frère de Bonaventure Quentin, Tourangeau lui aussi, grand financier, fermier général des Gabelles de France de 1632 à 1655 et l'un des fondateurs de la compagnie de la Nouvelle-France.

## Famille et filiation
La famille Robin représente le symbole même des liens et alliances qui existaient entre les grandes familles qui alimentaient le pouvoir royal en liquidités. La tante d'Hadrien, Suzanne Robin (marié à Thomas Bonneau père) fut la mère des frères Jacques et Thomas Bonneau. Ses deux frères, alliés à Hadrien dans les affaires financières, illustrent bien ces interconnexions et interdépendances entre grandes familles.
Le premier Charles-Daniel Robin épousa Madeleine Scarron, la cousine germaine de Michel-Antoine Scarron, grand financier lyonnais et principal fermier général des Gabelles de France en 1632. Son second frère Daniel Robin, contrôleur des décimes de Touraine, épousa Geneviève Colbert, petite cousine de Jean-Baptiste Colbert, le contrôleur général des finances, et dont la sœur Marie Colbert épousa le financier Nicolas Camus.
Ainsi fonctionne alors le maillage étroit entre familles de robe et patriciennes dont Hadrien Robin fut l’une des chevilles ouvrières, au centre de la toile financière avec les frères Bonneau. La parentèle avec les « colbertides » explique aussi qu’il échappa largement aux foudres de la Chambre de justice de 1661.